# Ogrodniki (sielsowiet Piaski)
Ogrodniki (biał. Агароднікі; ros. Огородники) – wieś na Białorusi, w obwodzie grodzieńskim, w rejonie mostowskim, w sielsowiecie Piaski.
W dwudziestoleciu międzywojennym leżały w Polsce, w województwie białostockim, w powiecie wołkowyskim, w gminie Piaski.